# La Pernelle

La Pernelle este o comună în departamentul Manche, Franța. În 1 ianuarie 2022 avea o populație de 287 de locuitori.